# Barbue de rivière
Ictalurus punctatus
Espèce
Statut de conservation UICN

 LC  : Préoccupation mineure
La barbue de rivière (Ictalurus punctatus) est le poisson-chat le plus fréquent en Amérique du Nord.

## Pêche
C’est également le poisson-chat le plus apprécié des pêcheurs avec 8 millions de pêcheurs à la ligne pratiquant sa pêche aux États-Unis. 
Ce membre du genre Ictalurus peut atteindre un poids variant entre 18 et 23 kg. 
Le record du monde de la plus grosse capture s’élève à 29 kg et fut pris en 1999 au lac Saint Clair dans le Michigan. De manière plus générale, une barbue de rivière de 9 kg est une prise spectaculaire, et la plupart des pêcheurs considèrent un poisson de 4,5 kg comme une bonne prise. La prise moyenne pour un pêcheur est de 1 à 2 kg. La chair de barbue de rivière est prisée des pêcheurs et sa consommation s’est popularisée avec le développement de l’aquaculture de cette espèce.

## Contaminations par les métaux et produits chimiques
En raison de son comportement alimentaire, de sa longévité et de la teneur en graisses de ses tissus, comme d'autres poissons-chats, dans les environnements aux eaux et/ou sédiments pollués, il peut bioaccumuler certains polluants. 
En 1984 des chercheurs montrent que chez le poisson-chat Ictalurus punctatus la demi-vie du chlordécone (un pesticide organochloré très persistant dans l'environnement) est de 8,7 jours ; qu'il est le plus concentré dans le sang et le cerveau du poisson et le moins concentré dans le tissu adipeux mésentérique et le squelette/carcasse ; il semble principalement éliminé par la bile (après avoir été réduit en alcool de chlordécone) via les fèces, mais aussi au travers des branchies et via le mucus épidermique alors que l'excrétion urinaire est négligeable.